# Núria Sagnier i Costa
Núria Sagnier i Costa (Barcelona, 24 de novembre de 1902 - íd., 2 de desembre de 1988) fou una escriptora i traductora catalana, i una estudiosa de Wagner, coneguda també com a Anna d'Ax.

## Biografia
Era filla de Leopold Sagnier i Villavecchia i de Paulina Costa i Vila nascuts a Barcelona. Neta de Lluís Sagnier i Nadal jurista i literat i d'Antoni Cebrià Costa i Cuxart botànic i metge. De família benestant i formació autodidacta, des de ben jove Núria Sagnier s'interessà per la música i la literatura. Acabada la Guerra Civil, des del 1945 fins al 1965, aproximadament, produí la major part de la seva obra. El 1953 publicà el llibre de poemes Insomni entre fulles i, dos anys després, Llegendes xineses, tots dos d'inspiració oriental. També escrigué aleshores dues comèdies i dos drames d'inspiració bíblica, que han romàs inèdits.
Abans, el 1951, havia publicat Wagner vist per mi, assaig en el qual analitzava la personalitat del músic, les principals característiques de la seva obra i onze dels seus drames. Coincidí amb una època en què mantingué una intensa activitat wagneriana, amb audicions setmanals organitzades a casa seva amb un grup de seguidors entusiastes, hereus de l'Associació Wagneriana de començament del segle xx, fins a fer-se una veritable coneixedora en l'obra de Wagner. Induïda per aquest cercle, en pocs anys, del 1955 al 1961, traduí al català nou òperes de Richard Wagner. Fins poc abans, tot i el seu interès per l'obra de Wagner, no s'havia plantejat aprendre alemany: havia treballat sempre amb les versions de l'Associació Wagneriana. Les seves traduccions foren concebudes per a ser interpretades, fet que no es produí mai. Únicament Die Walküre i Tristan und Isolde van poder ser seguides gràcies als llibrets amb les seves versions durant el Festival Wagner del 1955 a Barcelona. La crítica en valorà l'alta qualitat i reconegué que havien superat limitacions de les traduccions anteriors, sobretot una excessiva subjecció sintàctica i fonètica als originals.

## Obra
- Wagner vist per mi (1951). Assaig
- Insomni entre fulles (1953). Poemes
- Llegendes xineses (1955). Poemes
- L'Or del Rhin. Traducció Sil·làbica de l'òpera de Wagner
- La Valkíria. Traducció Sil·làbica de l'òpera de Wagner
- Siegfried. Traducció Sil·làbica de l'òpera de Wagner
- El Capvespre dels Déus. Traducció Sil·làbica de l'òpera de Wagner
- Tanhäusër. Traducció Sil·làbica de l'òpera de Wagner
- Parsival. Traducció Sil·làbica de l'òpera de Wagner
- Lohengrin. Traducció Sil·làbica de l'òpera de Wagner
- Els Mestres Cantaires. Traducció Sil·làbica de l'òpera de Wagner
- Tristany i Isolda. Traducció Sil·làbica de l'òpera de Wagner